# Распятие Святого Петра (картина Караваджо)
«Распятие Святого Петра» — картина Караваджо, написанная в 1601 году для капеллы Черази церкви Санта-Мария-дель-Пополо в Риме вместе с «Обращением Савла по дороге в Дамаск» (1601). Изображает мученичество Святого Петра, который добровольно выбрал распятие вниз головой, поскольку считал себя недостойным принять ту же смерть, что и Иисус Христос. Трое палачей, лица которых не видны, с большим трудом пытаются перевернуть крест с пожилым, но крепким апостолом, словно тяжесть совершаемого преступления уже лежит на них.
Обе работы Караваджо вместе с алтарной картиной Аннибале Карраччи «Вознесение Девы Марии» были заказаны для часовни в 1600 году монсеньором Тиберио Черази, вскоре после этого скончавшимся. Первоначальные версии обеих картин были отклонены и оказались в частной коллекции кардинала Саннессио, который, по мнению некоторых искусствоведов, мог воспользоваться внезапной смертью Черази, чтобы завладеть картинами известнейшего римского художника. Первая версия «Распятия Святого Петра» считается утраченной, хотя были попытки идентифицировать её как «Мученичество Святого Петра» из собрания Государственного Эрмитажа, ныне приписываемую одному из последователей Караваджо Леонелло Спада. Вторые версии картин, с более нетрадиционной композицией, были приняты в 1601 году распорядителями имущества Черази без замечаний.
Картины Караваджо в Санта-Мария-дель-Пополо символизировали преданность Рима и самого Черази святым апостолам Петру и Павлу, изображая великие контрреформационные темы обращения и мученичества для противодействия растущим угрозам отступничества и протестантизма. Возможно, на выбор темы картин повлияли фрески Микеланджело из капеллы Паолина Апостольского дворца в Ватикане, хотя сцена распятия, изображённая Караваджо, отличается намного большей суровостью и реализмом.